# نقشه‌بردار ۱
نقشه‌بردار ۱ (به انگلیسی: Surveyor 1) اولین سطح‌نشین ماه بدون خدمه ناسا بود. این سطح‌نشین داده‌هایی را در مورد سطح ماه جمع‌آوری کرد که برای فرود خدمه آپولو در ماه مورد نیاز بود. فرود موفقیت‌آمیز نقشه‌بردار ۱ بر روی اقیانوس طوفان‌ها اولین فرود توسط یک کاوشگر فضایی آمریکایی بر روی جسم فرازمینی بود، که در اولین تلاش و تنها چهار ماه پس از فرود سطح‌نشین لونا۹ توسط اتحاد جماهیر شوروی رخ داد.